# 马廷士
马廷士（？—？），男，江西永新人，中华人民共和国政治人物，曾任江西省人民检察院检察长、副检察长，第二届全国人大代表。

## 家庭
哥哥马潘士，弟弟马善士、马清士。